# Ágios Ioánnis (Curítes)
Ágios Ioánnis (em grego: Άγιος Ιωάννης) é uma vila cretense da unidade regional de Retimno, no município de Amári, na unidade municipal de Curítes. Situada a 370 metros acima do nível do mar, próxima a ela estão as vilas de Nítavris e Agía Parasceví. Segundo censo de 2011, têm 92 habitantes.